# Лиман (Нови Сад)
Лиман је градска четврт Новог Сада која заузима 226 хектара градске површине. Налази се у југоисточном делу града, на јужном крају Булевара ослобођења и левој обали Дунава.

## Положај насеља
Северну границу Лимана чини Булевар цара Лазара, западну границу чине улице Симе Матавуља и Рибарско острво, док јужну и источну границу чини Сунчани кеј односно река Дунав.
Суседне градске четврти су: Телеп (на западу), Адамовићево насеље, Грбавица и Стари град (на северу) и Рибарско острво (на југу). На супротној обали Дунава налазе се Сремска Каменица (на југу) и Петроварадин (на истоку). Лиман је преко Моста слободе повезан са Сремском Каменицом, а у плану је и изградња новог моста који ће Лиман повезати са Петроварадином.

## Месне заједнице
У административном смислу, Лиман је подељен на месне заједнице „Лиман“, „Бошко Буха“, „Лиман III", „Иво Андрић“ и „Острво“. Већина ових месних заједница не обухвата друге делове града осим Лимана, са изузетком месне заједнице „Острво“, која поред дела Лимана обухвата и Рибарско острво.

## Делови насеља
Лиман се састоји од пет делова, који се простиру у правцу исток-запад следећим редоследом:
- Лиман 1, између Сунчаног кеја на истоку и Фрушкогорске улице на западу. Обухвата месну заједницу „Лиман“, а у оквиру Лимана 1 се налази и Кампус новосадског универзитета.
- Лиман 2, између Фрушкогорске улице на истоку и Булевара ослобођења и Моста слободе на западу. Обухвата месну заједницу „Бошко Буха“.
- Лиман 3, између Булевара ослобођења и Моста слободе на истоку и Балзакове улице на западу. Обухвата месну заједницу „Лиман III".
- Лиман 4, између Балзакове улице на истоку и улица Ива Андрића и Рибарско острво на западу (према другом тумачењу, западну границу Лимана 4 чини улица Симе Матавуља). Обухвата месне заједнице „Иво Андрић“ и „Острво“.
- Депресија или Лиман 5, између улице Ива Андрића на истоку и улице Симе Матавуља на западу. Депресија је настала као привремено радничко насеље и понекад се сматра делом Лимана 4. На овом подручју је предвиђена изградња насеља под називом Лиман 5. Насеље Депресија је у саставу месне заједнице „Иво Андрић“. Изградња Лимана 5 започела је крајем 2022. године, градњом „Liman V Garden Residence“.

- Лиман 1
- Лиман 2
- Лиман 3
- Лиман 4
- Насеље Депресија
- Кампус новосадског универзитета

## Историја
Порекло речи „лиман“ је старогрчко (грч. λιμένας), што у преводу значи залив или лука. Ширењем Османског царства на западне и северне обале Црног мора, ову реч су проширили Турци, да би она напослетку ушла у бугарски, румунски, украјински, руски и српски језик. Реч „лиман“ означава места у речном току са мирним протоком, на којима вода изгледа као да стоји, настала обично тамо где је вађен шљунак или места на којима речна матица прати дно речног корита. На нашим просторима, реч је означавала језера и баре, са спрудовима и гредама, насталим у рукавцима Дунава.
У прошлости су у Новом Саду постојали Мали и Велики Лиман. Мали Лиман се налазио на подручју данашњег градског Центра (Старог Града), а све до почетка тридесетих година 20. века ту су биле баре, пешчани спрудови, водено биље, врбе и ливаде. Овај Лиман је обухватао данашњи Дунавски парк и подручје уз Дунав до некадашњег железничког насипа, испод којег су били подвожњаци као саобраћајна веза са Великим Лиманом. Простор Малог Лимана уоквиривали су Дунав, Дунавска улица, Змај Јовина улица, улица Краља Александра и насип за железничку пругу (данашњи Булевар цара Лазара). Назив Мали Лиман се временом сасвим изгубио, кад је терен потпуно изграђен и тиме централно градско језгро повезано са Дунавом.
Према подацима из 1764. године, терен на коме се простире територија данашњег Лимана звао се Велики Лиман. Почињао је од Футошке шуме, а простирао се све до улица Алексе Шантића, Ласла Гала и Железничке (на данашњој Грбавици и Старом Граду), које су му биле обале. Допирао је чак до улице Народних хероја код Булевара Михајла Пупина. Према записима с краја 19. века, испред Католичког гробља (на данашњој Грбавици) се налазило градско шеталиште „Шиштат“, а даље од Католичког гробља, према Дунаву, „била је пустиња без иједне куће“.
Радовима започетим 1881. године на изградњи железничке пруге Будимпешта - Суботица - Нови Сад - Земун - Београд, подигнут је насип за железничку пругу на једном делу Великог Лимана, а пруга је саграђена целом дужином данашњег Булевара цара Лазара. Пруга је прелазила преко тада изграђеног моста и пролазила је кроз тунел испод Тврђаве. Изграђени су у то време и одбрамбени насипи према Дунаву. Зграда железничке станице, подигнуте 1882. године, саграђена је на садашњем простору Грбавице, између улице Вере Павловић, Пушкинове и Булевара цара Лазара. Премештањем пруге и изградњом нове Железничке станице у Новом Саду (1964. године), срушена је старија зграда некадашње станице, а данашња пошта уз Лиманску пијацу на Грбавици једини је сведок постојања некадашње станице. Пруга Будимпешта - Земун прорадила је 1883. године, када је у Нови Сад стигао први воз. Од 1901. године, за превоз путника од Железничке станице до центра града коришћен је омнибус (трамвај са коњском запрегом), а од 1911. године електрични трамвај, који је 1958. године замењен аутобуским превозом.
Санација Лимана почела је 1922. године. На простору иза железничког насипа градска управа је у међуратном периоду јефтино делила плацеве за изградњу кућа. То су биле претежно приземне куће са пространим двориштима и баштама. Грађани су се водом снабдевали из неколико јавних чесама, канализација није постојала, а опасност од подземних вода била је стална. Упркос тим невољама, насеље се ширило, а број становника достигао је око 2.600. Основна саобраћајница у насељу била је Фрушкогорска улица, која води на популарно купалиште Штранд. Од 1924. до 1937. године, том улицом је у летњој сезони саобраћао мали воз звани „трчика“. На овом делу Лимана је изграђено и више индустријских објеката.
Са Другим светским ратом и почетком Народноослободилачке борбе (1941. године), поред покушаја да се у ваздух дигну војна ауто-гаража и складиште бензина, најуспешнија диверзија на Лиману у близини железничке станице била је 11. септембра када су пресечена 124 телефонска и сигнална кабла и онеспособљена црпка за напајање железничких парних локомотива водом.
После Другог светског рата, некада далека слабо насељена и мочварна периферија Новог Сада развила се у пространо репрезентативно стамбено насеље познато као Лиман. На простору некадашњег Великог Лимана изграђен је универзитетски град и подигнути су стамбени објекти са пратећим објектима и одговарајућом инфраструктуром. Већ 1945. године терен је почео да се насипа песком, а затим су до 1955. постављане цеви и шипови дубоко у песку ради осигурања стабилности зграда. Градња нових вишеспратница започела је на Лиману 1, а насеље је затим настављено да се гради у више етапа (Лиман 2, Лиман 3, Лиман 4).
Између 1980. и 1989. године, Лиман је био једна од седам градских општина које су тада чиниле Град Нови Сад. Општина Лиман је обухватала Лимане 3 и 4, као и неке суседне делове града (Грбавицу, Адамовићево Насеље и Рибарско острво). Лимани 1 и 2 нису се тада налазили у саставу општине Лиман, већ су припадали градској општини Стари Град.

## Становништво

### 1981. година
Према подацима из 1981. године, у оквиру градске општине Лиман (која је обухватала Лимане 3 и 4, Грбавицу и Адамовићево Насеље), било је укупно 31.351 становника, што је износило 12,17% од укупног броја житеља Новог Сада, а национална структура општине била је следећа:
- Срби = 18.557 (59,18%)
- Југословени = 4.948 (15,46%)
- Мађари = 3.890 (12,41%)
- Хрвати = 1.208
- Црногорци = 1.084
- остали (Словаци, Русини, итд)

### 2011. година
Према подацима ЈКП Информатике, месне заједнице Лимана имају следећи број становника (2011. година):
- МЗ „Лиман“ (4.505 становника)
- МЗ „Бошко Буха“ (7.034 становника)
- МЗ „Лиман III" (11.809 становника)
- МЗ „Иво Андрић“ (4.016 становника)
- МЗ „Острво“ (5.249 становника)

Према овим подацима, на целом Лиману 2011. године било је укупно 32.613 становника.

### 2023. година
2023. године, према подацима ЈКП Информатике, месне заједнице Лимана имају следећи број становника:
- МЗ „Лиман“ (3.997 становника)
- МЗ „Бошко Буха“ (6.188 становника)
- МЗ „Лиман III" (10.692 становника)
- МЗ „Иво Андрић“ (3.505 становника)
- МЗ „Острво“ (4.744 становника)

Према овим подацима, на целом Лиману 2023. године има укупно 29.126 становника.

## Карактеристике насеља
Лиман почива на некадашњој забареној инундационој равни Дунава. На том месту се река повремено изливала и таложила велике наслаге песка и муља. Ту је била нешто нижа надморска висина од осталих делова града и износила је од 76 до 78 м. Насипањем песка та висина је нешто повећана.
Лиман је познат као плански изграђена градска четврт коју карактерише блоковски тип становања. Колективно становање заступљено у сва четири дела Лимана, а у насељу такође постоје и пословни, стамбено-пословни и привредно-индустријски објекти. Део Лимана на обали Дунава карактерише пространи зелени појас са кејом (шеталиштем) и просторима за спорт и рекреацију.

## Образовање и здравство
У оквиру Лимана 1 налази се универзитетски град (студентски град) Новосадског универзитета са Ректоратом и факултетима Техничких наука, Пољопривредним, Филозофским, Правним, Природно-математичким, Технолошким и Економским, као и Вишом Економско-комерцијалном школом. У саставу универзитетског града је и Факултет физичке културе, који се налази са северне стране Булевара цара Лазара, у Старом Граду. Западни део универзитетског кампуса чине студентски домови, асистентски дом, студентска здравствена установа, студентска задруга, ресторани и центар снабдевања, са продавницом мешовите робе, књижаром и другим потребним објектима. Ниједан универзитетски град у земљи нема овако комплексно изграђен кампус на једном месту. Неке зграде универзитетског комплекса (студентски домови) налазе се и на Лиману 3.
Од основних школа, на Лиману постоје ОШ „Јован Поповић“ и ОШ „Жарко Зрењанин“, а од здравствених установа Дом здравља Лиман (један од опремљенијих домова здравља у граду) и геронтолошки центар.
- Зграда ректората Универзитета у Новом Саду
- Филозофски факултет
- Природно-математички факултет
- Технолошки факултет
- Студентски дом „Слободан Бајић“

## Привреда, пословање, јавни објекти
Привредни објекти на Лиману су великим делом лоцирани на југу насеља, јужно од Булевара деспота Стефана (на простору познатом као „Кинеска четврт"), а између Лимана и Рибарског острва је смештено и бродоградилиште. На Булевару ослобођења се налази зграда Нафтне индустрије Србије - Газпром Нефт-а, тржни центар "Меркатор", као и зграда Агровојводине, на Булевару цара Лазара су смештени хотел „Александар“ и супермаркет "Макси", а у улици Народног фронта је супермаркет "Универекспорт". На Лиману су смештени и Завод за изградњу града, ЈП Урбанизам (Урбис), објекат Водовода и канализације, као и ЈКП Информатика. У западном делу насеља налазе се војни објекти Речне морнарице. На Лиману је планирана и изградња православне цркве.

## Спорт и рекреација
Због близине реке Дунав, као и због планске изградње насеља, Лиман има велик број површина за одмор и рекреацију. Од паркова и зелених површина, значајни су Лимански парк, Универзитетски парк (који је једно време служио као камп у време одржавања EXIT фестивала), као и Сунчани кеј, поред Дунава.
На Лиману постоји и универзитетски спортски центар (Ђачко игралиште), пристаниште за мање бродове и кајакашки клуб „Лиман“, као и веслачки клуб „Данубијус“, основан 1885. године. На лиманском делу Дунава се налази најпопуларније градско купалиште Штранд, као и мања „дивља“ плажа „Бећарац“. На Лиману 2 је игралиште фудбалског клуба „Кабел“, док на Ђачком игралишту на Лиману 1 игра фудбалски клуб „Индекс“. Јужно од Лимана је смештена излетничко-рекреативна зона Рибарско острво, а ту је и дунавски рукавац Шодрош, који се користи као веслачка и једриличарска стаза, сидриште речних пловила и зимовник.

## Улице и саобраћај
Важније улице на Лиману су:
- Балзакова
- Булевар деспота Стефана
- Булевар ослобођења (који се наставља на Мост слободе)
- Булевар цара Лазара
- Ива Андрића
- Народног фронта
- Фрушкогорска
- Шекспирова

Градски аутобуси који пролазе кроз насеље или поред њега су: 1, 4, 7, 8, 9, 11А, 11Б, 12, 13.

## Галерија
- Панорамски поглед на Лиман
- Панорамски поглед на Лиман и Мост слободе
- Лиман 3
- Лиман 4
- Купалиште Штранд
- Лимански парк